# Боро Вукмировић
Борислав Боро Вукмировић Црни (Брацигово, код Пловдива, 1. август 1912 — Ландовица, код Призрена, 10. април 1943) био је један од организатора Народноослободилачке борбе на Косову и Метохији и народни херој Југославије. Заједно са Рамизом Садикуом био је један од симбола братства и јединства народа и народности САП Косова.

## Биографија
Рођен је 1. августа 1912. године у месту Брацигово, у Бугарској. Његов отац Никола, пореклом из Црне Горе, из Ријеке Црнојевића, био је учесник Илинданског устанка, 1903. године. После слома устанка био је у заточеништву у Турској, а касније је отишао у Бугарску, где се оженио Стојанком и добио три сина — Радомир Радета (1904—1943), Борислава Бору и Андрију Андру (1921—1942). Године 1914. породица се преселила у Пећ, где је Бора завршио основну школу и шест разреда гимназије. У то време Пећка гимназија је имала само шест разреда, а даље школовање је требало наставити у Призрену за шта његови родитељи нису имали могућности, па се после завршеног шестог разреда запослио као радник. Радио је у Пећи и другим местима Косова и Метохије.
Као млади радник, приступио је радничком покрету. Члан Савеза комунистичке омладине Југославије (СКОЈ) постао је 1932, а члан Комунистичке партије Југославије (КПЈ) 1933. године. Већ крајем 1934. године постао је секретар Месног комитету КПЈ у Пећи.
Због револуционарне активности више пута је био хапшен и прогањан од стране полиције. Године 1935. је био ухапшен и мучен у полицијском затвору у Пећи. Потом је био изведен пред Државни суд за заштиту државе у Београду, али је због недостатка доказа био ослобођен. На Првој обласној конференцији КПЈ за Косово и Метохију, почетком јула 1937. године, изабран је за организационог секретара Обласног комитета, а почетком августа 1940. године и за члана Покрајинског комитета КПЈ за Црну Гору, Санџак и Косово и Метохију. Октобра 1940. године, на присуствовао је у Загребу Петој земаљској конференцији КПЈ, на којој је био кандидат за члана Централног комитета КПЈ. Био је организатор многих штрајкова, демонстрација и других акција радничке класе у Пећи и другим местима Косова и Метохије - посебно великих антифашистичких демонстрација 11. маја 1940. и мартовских демонстрација 1941. године у Пећи.
После Априлског рата и окупација Краљевине Југославије, 1941. године, радио је на сређивању партијских организација и организовању оружане борбе на Косову и Метохији. Најпре је био члан Војног комитета, формираног при Обласном комитету КПЈ, а после хапшења Миладина Поповића, преузео је функцију секретара Обласног комитета КПЈ за Косово и Метохију. По директиви Централног комитета КПЈ, успоставио је везе са албанским комунистима и помогао им у раду на организовању Комунистичке партије Албаније и Народноослободилачке борбе.
Октобра 1941. године био је именован за политичког комесара Метохијског партизанског одреда, а октобра 1942. године за члана привременог Главног штаба партизанских одреда Косова и Метохије. Тада је покренуо, и до смрти уређивао, лист „Глас народа“, орган Окружног комитета КПЈ и Народноослободилачког покрета на Косову и Метохији. Обилазио је партијске организације, држао саветовања, радио на ширењу братства и јединства између Срба и Албанаца и формирању партизанских одреда.
Априла 1943. године, заједно са Рамизом Садиком, боравио је у Ђаковици. Пошто је у то време Светозар Вукмановић Темпо, члан ЦК КПЈ и Врховног штаба НОВ и ПОЈ, дошао је у Призрен, Боро и Рамиз су му кренули у сусрет. На путу за Призрен, 7. априла 1943. године, код села Ландовице упали су у заседу и у борби са италијанским фашистима и балистима рањени и ухваћени. Знајући да су високи руководиоци Народноослободилачког покрета, непријатељ је покушао да мучењем од њих извуче податке о другим члановима покрета. Пошто нису хтели ништа да говоре, одлучено је да буду стрељани. Стрељани су заједно 10. априла 1943. године, а на наредбу да се раздвоје, загрлили су се још јаче и кличући Народноослободилачкој борби отишли у смрт.
Указом Председништва Антифашистичког већа народног ослобођења Југославије (АВНОЈ) 6. марта 1945, заједно са Рамизом Садиком, међу првим борцима Народноослободилачке војске, проглашен је за народног хероја.
У годинама после Другог светског рата, Боро и Рамиз (алб. Boro dhe Ramiz) представљали су симбол братства и јединства српског, црногорског и албанског народа и Народноослободилачке борбе на Косову и Метохији. Њихова имена носила су многе улице и школе, као и спортски центар у Приштини. На месту њихове погибије, у селу Ландовици, подигнут је 1963. споменик у облику обелиска са мозаиком и спомен-чесмом . Песник Адем Гајтани посветио им је песму Боро и Рамиз.
У току Народноослободилачког рата погинула су оба Борина брата — старији Радомир, који је као заробљени партизан убијен 1943. од Италијана и млађи Андрија, који је 1942. погинуо у борбама против Италијана.

## Галерија
- Рамиз и Боро
- Остатак заједничког споменика Бори и Рамизу у Градском парку у Приштини
- Орден народног хероја